# Trabanti

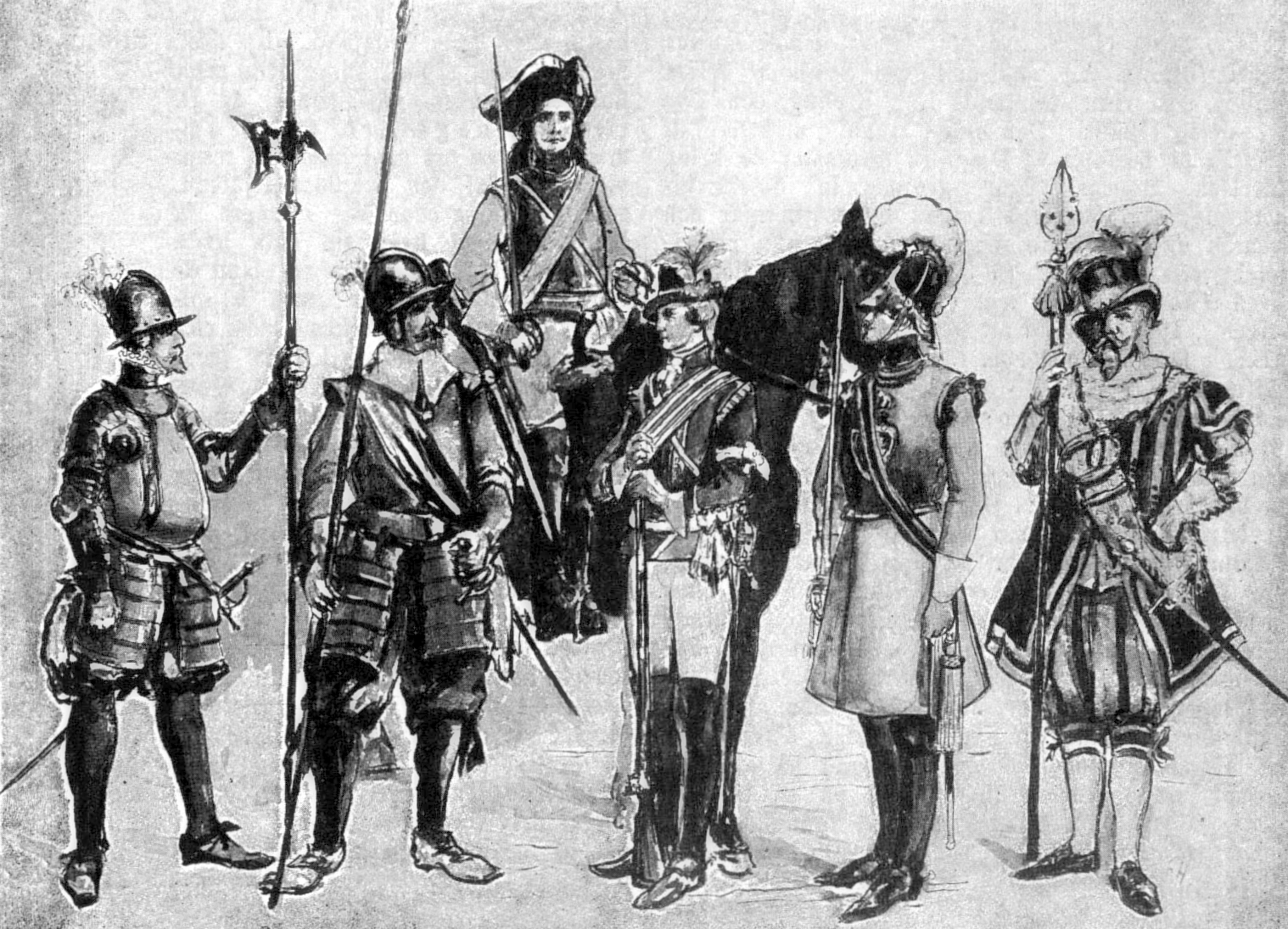
Švédští trabanti z různých dob mezi lety 1560–1844

Trabanti (středohornoněmecky drabanten, italsky trabanti z německého slovesa traben) byli pěší vojáci, kteří zejména v pozdním středověku a raném novověku sloužili jako doprovod nebo osobní stráž.

## Charakteristika
Trabanti byli využíváni částečně jako tělesná stráž knížat, vysokých úředníků a lancknechtů, částečně i jako přímí vykonavatelé jejich rozkazů.
Po dlouhou dobu bylo zvykem oblékat je do krátkých širokých kalhot a kabátce po španělském způsobu. Výzbroj zpočátku tvořily halapartny a kopí. Později byli trabanti využíváni také jako jezdci.
Trabantská garda často tvořila jádro domácího vojska nebo polního vojska, jak tomu bylo v Braniborsku. Ze dvou rot trabantů velkého braniborského kurfiřta Bedricha Viléma I. byly v roce 1692 utvořeny gardes du corps, které roku 1675 bojovaly v bitvě u Fehrbellinu.
V tehdy nově vytvořené armádě saského kurfiřtství bylo v jejich vojsku z roku 1682 uváděno 172 trabantů – osobní stráže na koních a 65 mužů osobní stráže – pěších trabantů.
V roce 1701 se saští trabanti stali plukem Garde du Corps. Tento saský pluk ukončil svou činnost při Napoleonově ruském tažení v letech 1812–1813. Při tažení na Moskvu a následném pochodu zpět zemřeli téměř všichni trabanti. Saský král tento strážní pluk již nereorganizoval.
Jako trabanti byli označováni také členové 150členného elitního oddílu a osobní stráže švédského krále Karla XII. Sloužili především ve Velké severní válce a byli obdařeni zvláštními výsadami.